# اودا نوبوهیده
اودا نوبوهیده (به ژاپنی: 織田 信秀)؛ ۱۵۱۰ – ۸ آوریل ۱۵۵۱ (سن ۴۱) یک سامورایی، دایمیو و پدر اودا نوبوناگا در دوره سنگوکو در ژاپن بود. وی صاحب قلعه شوباتا بود که در قسمت جنوب غربی ولایت اُواری (امروزه در شهر اینازاوا، آیچی) قرار داشت. وی جزو سه خاندانی بود که به سه بوگیوی کیوسو شهرت دارند و به شوگودای (معاون فرماندار) اُواری که از یک شعبه دیگر خاندان اودا بنام خاندان «کیوسواودا (اودا یاماتو نو کامی)» بود، خدمت می‌کردند. وی بر تسوشیما، آیچی که یک شهر در نزدیکی خلیج ایسه و در مقابل معبد تسوشیما قرار داشت، حکمرانی می‌کرد.
پس از جنگ اونین ولایت اُواری به دو قسمت بالایی و پایینی که هر کدام دارای چهار بخش بود، تقسیم می‌شود. از این پس در قسمت بالایی یک شعبه از خاندان اودا بنام «خاندان ایواکورا اودا (ایسه نو کامی)» در قلعه ایواکورا مقیم شدند و در قسمت پایینی ولایت شعبه دیگری از این خاندان بنام «کیوسو اودا (یاماتو نو کامی)» در قلعه کیوسو اقامت گزیدند و هر یک جداگانه به عنوان معاون فرماندار منصوب شدند.
پدر و پدربزرگ اودا نوبوناگا متعلق به یکی از سه خاندان مالک و ثروتمندی بودند که به عنوان ملازم به خاندان کیوسواودا یا معاون فرماندار چهار بخش زیرین ولایت خدمت می‌کردند. این سه خاندان که به عنوان سه بوگیوی کیوسو شناخته می‌شوند، عبارت بودند از:
- «دانجو نو جو» (خاندان شوباتا اودا): در قلعه شوباتا مقیم بودند و اودا نوبوهیده پدر اودا نوبوناگا رهبر این شعبه از خاندان اودا بود.
- «اینابا نو کامی» اودا نوبوتومو در اصل عضوی از این شعبه از خاندان اودا بود بنا بر فرضیه‌ها وی یا فرزند اودا تاتسوکاتسو رهبر «خاندان کیوسواودا» یا فرزند خواندهٔ وی بود به همین جهت پس از مرگ پدر یا پدرخوانده‌اش به عنوان جانشین مقام شوگودای ولایت اُواری را به دست آورد.
- «توزائمون»

پدر وی اودا نوبوسادا در زمان حیات خود رهبری خاندان اودا را بین سال‌های ۱۵۲۶ تا ۱۵۲۷ به نوبوهیده واگذار کرد. وی چند بار با اودا تاتسوکاتسو معاون فرماندار چهار بخش پایین ولایت اُواری و صاحب قلعه کیوسو و یکی دیگر از شاخه‌های سه بوگیوی کیوسو صاحب قلعه اودای «توزائمون» بر سر قدرت درگیر شد که در نهایت به صلح انجامید.

## گسترش قدرت
در سال ۱۵۳۸ وی توانست قلعه ناگویا (قلعه قدیم) (بعدها توکوگاوا ایه‌یاسو قلعه ناگویا را در همین محل ساخت) که در آن زمان متعلق به خاندان ایماگاوا بود، را تصرف کند. اودا نوبوناگا در سال ۱۵۳۴ متولد شده بود. نوبوهیده به همراه خانواده اش از قلعه شوباتا به قلعه تازه متصرف شده وارد شد و در قلعه ناگویا ساکن شده و به گسترش قدرت خود پرداخت و توانست میا-جوکو که منطقه بازرگانی پررونقی بود را صاحب شود. در سال ۱۵۳۹ نوبوهیده قلعه فوروواتاری را در این منطقه ساخت. سپس خود و مادر نوبوناگا دوتا گوزن به قلعه فوروواتاری نقل مکان کرده و قبل از بلوغ نوبوناگا وی را صاحب قلعه ناگویا قرار داده و در این قلعه باقی گذاشتند.
در سال ۱۵۴۰ در هنگامی که خاندان ماتسودایرا ضعیف شده بود، نوبوهیده به قلعه آنجو متعلق به خاندان ماتسودایرا در طی یکی از نبردهای قلعه آنجو حمله کرد و توانست آن را به تملک خویش در بیاورد. وی سپس پسرارشدش (نامشروع) اودا نوبوهیرو را صاحب قلعه کرد. در این زمان خاندان ماتسودایرا برای دفاع از خود از خاندان ایماگاوا تقاضای کمک کردند. در پی آن بین خاندان ایماگاوا و نوبوهیده نبرد آزوکیزاکا (۱۵۴۲) درگرفت که نوبوهیده در این نبرد پیروز شده و توانست نفوذ خود را بر نواحی غرب ولایت میکاوا همچنان حفظ کند.
در سال ۱۵۴۲ فرماندار ولایت مینو توکی یوریناری توسط سایتو دوسان از این ولایت رانده شد. نوبوهیده به حمایت از توکی یوریناری برخاسته و با سایتو دوسان درگیر شد و برای مدتی هم توانست قلعه اوگاکی را تسخیر کند. در این دوران قدرت و نفوذ نوبوهیده در ولایت اُواری در واقع حتی از فرماندار آن خاندان شیبا نیز فراتر رفته بود اما از نظر عنوان و مقام تا آخر عمر زیردست معاون فرماندار باقی ماند.

## اواخر عمر و مرگ
در سال ۱۵۴۴ وی به قلعه گیفو (در آن زمان قلعه اینابایاما نام داشت) که متعلق به سایتو دوسان بود در طی نبرد کانوگوچی حمله کرد ولی دوسان توانست او را شکست دهد.
پدر توکوگاوا ایه‌یاسو، ماتسودایرا هیروتادا، پس از طلاق دادن همسر اولش با دختر یکی از ملاک‌های ولایت خود تودا یاسومیتسو ازدواج کرد. با گذشت زمان برخی از اعضای خاندان ماتسودایرا بیش از قبل به سمت خاندان اودا متمایل شدند، اما پدر ایه‌یاسو، هیروتادا، برخلاف عمو و برخی از اعضای خانواده‌اش، همچنان به خاندان ایماگاوا تمایل داشت. در سال ۱۵۴۷، زمانی که ایه‌یاسو تنها ۶ سال داشت، هیروتادا تصمیم گرفت برای جلب اعتماد بیشتر خاندان ایماگاوا، ایه‌یاسو را به عنوان گروگان به شهر سونپو (شیزوئوکای کنونی) بفرستد. در مسیر رسیدن به سونپو، ایه‌یاسو و همراهانش باید از شهر پدرزن جدید هیروتادا، تودا یاسومیتسو می‌گذشتند. او به آنها پیشنهاد کرد به جای پیمودن مسیر از راهِ خطرناک زمینی، با قایقی که او در اختیارشان قرار می‌داد و از طریق دریا به مقصد برسند. در واقع تودا یاسومیتسو به قصد ربودن ایه‌یاسو آنها را فریب داده و قایق طبق نقشهٔ قبلی در ولایت اُواری که متعلق به خاندان اودا بود، پهلو گرفت. بدین ترتیب ایه‌یاسو به دست خاندان اودا گروگان گرفته شد. اودا نوبوهیده، پدر ایه‌یاسو را به قتل فرزندش تهدید کرد، مگر اینکه او تمام روابط خود را با خاندان ایماگاوا قطع کند. هیروتادا نیز با اصرار بر اتحاد خود با خاندان ایماگاوا، به نوبوهیده پاسخ داد که قربانی شدن فرزندش تأثیری در پیوند او با خاندان ایماگاوا نخواهد داشت. با این‌همه چون نوبوهیده کشتن ایه‌یاسو را برای منافع خود بی‌فایده دید، به او آسیبی نرساند.
در سال ۱۵۴۸ برادر کوچکترش بنام اودا نوبوکیو صاحب قلعه اینویاما و صاحب قلعه گاکودن علیه وی شورش کردند ولی نویوهیده توانست این شورش را سرکوب کند. سایتو دوسان نیز توانست قلعه اوگاکی را از وی بازپس بگیرد. در همین سال نوبوهیده سسای تایگن از خاندان ایماگاوا را شکست داد. اما بعد از آن خاندان ایماگاوا توانست قلعه آنجو را باز پس گرفته پسر ارشد وی اودا نوبوهیرو را گروگان بگیرد. بعد از آن نوبوهیده مجبور شد توکوگاوا ایه‌یاسو را که از قبل به عنوان گروگان در دست داشت با پسرش نوبوهیرو معاوضه کند و نفوذ خود را در غرب ولایت میکاوا به این ترتیب از دست داد.
در سال ۱۵۴۸ قلعه سوئه‌موری را ساخته و در این قلعه ساکن شد. جنگ در سه جبهه با خاندان سایتو و خاندان ایماگاوا و همچنین با معاون فرماندار ولایت اُواری برای او بسیار دشوار شده بود. به همین جهت با خاندان سایتو از در صلح درآمده و برای تحکیم وحدت در سال ۱۵۴۹ دختر سایتو دوسان بنام نوهیمه را به ازدواج پسرش اودا نوبوناگا که در آن زمان شانزده سال داشت، درآورد. در همین سال آثار بیماری در وی عیان شد. در سال بعد ۱۵۵۰ خاندان ایماگاوا با ۵۰۰۰۰ سرباز به بخش چیتا، آیچی در قسمت غرب اُواری حمله کرد و خاندان میزونو را وارد به تسلیم کرد. نوبوهیده درحالی‌که شاهد زوال قدرت خود بود در سال ۱۵۵۲ در سن ۴۱ سالگی در قلعه سوئه‌موری درگذشت و اودا نوبوناگا جانشین وی شد. مراسم بزرگداشت وی با شرکت ۳۰۰ راهب در معبد بانشو در ناگویا برگزار شد.
در برخی از منابع تاریخ مرگ نوبوهیده ۱۵۴۹ و یا ۱۵۵۱ ذکر شده‌است.

## خانواده
- پدر: اودا نوبوسادا (۱۶۲۴–۱۵۷۴)
- پسران:
  - اودا نوبوهیرو (نامشروع) (مرگ ۱۵۷۴)
  - اودا نوبوناگا (۱۵۳۴–۱۵۸۲)
  - اودا نوبویوکی (۱۵۳۶–۱۵۵۷)
  - اودا نوبوهارو (۱۵۷۰-۱۵۴۵)
  - اودا نوبوکانه (۱۵۴۸–۱۶۱۴)
  - اودا ناگاماسو (۱۵۴۸–۱۶۲۲)
  - اودا نوبوتوکی (مرگ ۱۵۵۶)
  - اودا نوبواوکی
  - اودا هیده‌تاکا (مرگ ۱۵۵۵)
  - اودا هیده‌ناری
  - اودا نوبوترو
  - اودا ناگاتوشی
- دختران:
  - اوایچی (۱۵۴۷–۱۵۸۳)
  - اواینو